# Tridentella ornata
Tridentella ornata is een pissebed uit de familie Tridentellidae. De wetenschappelijke naam van de soort is voor het eerst geldig gepubliceerd in 1911 door Harriet Richardson.